# Danville (Iowa)
Danville ist eine Kleinstadt (mit dem Status „City“) im Des Moines County im US-amerikanischen Bundesstaat Iowa. Das U.S. Census Bureau hat bei der Volkszählung 2020 eine Einwohnerzahl von 927 ermittelt.

## Geografie
Danville liegt im Südosten Iowas, rund 15 km westlich des Mississippi, der die Grenze Iowas zu Illinois bildet.
Die geografischen Koordinaten von Danville sind 40°51′52″ nördlicher Breite und 91°18′53″ westlicher Länge. Das Stadtgebiet erstreckt sich über eine Fläche von 1,97 km² und gehört keiner Township an.
Nachbarorte von Danville sind Yarmouth (18,9 km nördlich), Mediapolis (28,1 km nordöstlich), West Burlington (15,6 km ostsüdöstlich), Burlington (20,8 km in der gleichen Richtung), Middletown (6,6 km südöstlich), Denmark (20,1 km südlich) und New London (10,6 km nordwestlich).
Die nächstgelegenen größeren Städte sind Dubuque an der am Mississippi gelegenen Schnittstelle der Bundesstaaten Iowa, Illinois und Wisconsin (231 km nordnordöstlich), die Quad Cities in Iowa und Illinois (131 km nordöstlich), Illinois’ größte Stadt Chicago (385 km ostnordöstlich), Peoria in Illinois (167 km östlich), Illinois’ Hauptstadt Springfield (232 km südöstlich), St. Louis in Missouri (351 km südsüdöstlich), Kansas City in Missouri (437 km südwestlich), Nebraskas größte Stadt Omaha (437 km westlich), Iowas Hauptstadt Des Moines (245 km westnordwestlich), Iowa City (104 km nordnordwestlich) und Cedar Rapids (142 km in der gleichen Richtung).

## Verkehr
Die vierspurig ausgebaute Umgehungsstraße führt westlich und südlich um das Stadtgebiet von Danville herum, während der alte U.S. Highway 34 durch den Norden der Stadt führt. Alle weiteren Straßen sind untergeordnete Landstraßen, teils unbefestigte Fahrwege sowie innerörtliche Verbindungsstraßen.
Durch Danville verläuft eine wichtige Eisenbahnlinie für den Frachtverkehr der BNSF Railway, die von Chicago über den Mississippi nach Omaha führt. Die Strecke wird auch für den Personenverkehr von Amtrak genutzt, deren nächste Station sich 22,5 km ostsüdöstlich in Burlington befindet.
Der nächste Flughafen ist der 23 km ostsüdöstlich gelegene Southeast Iowa Regional Airport von Burlington.

## Bevölkerung
Nach der Volkszählung im Jahr 2010 lebten in Danville 934 Menschen in 362 Haushalten. Die Bevölkerungsdichte betrug 474,1 Einwohner pro Quadratkilometer. In den 362 Haushalten lebten statistisch je 2,49 Personen.
Ethnisch betrachtet setzte sich die Bevölkerung zusammen aus 96,1 Prozent Weißen, 1,8 Prozent Afroamerikanern, 0,2 Prozent amerikanischen Ureinwohnern, 0,5 Prozent Asiaten sowie 0,2 Prozent aus anderen ethnischen Gruppen; 1,1 Prozent stammten von zwei oder mehr Ethnien ab. Unabhängig von der ethnischen Zugehörigkeit waren 1,3 Prozent der Bevölkerung spanischer oder lateinamerikanischer Abstammung.
25,9 Prozent der Bevölkerung waren unter 18 Jahre alt, 54,4 Prozent waren zwischen 18 und 64 und 19,7 Prozent waren 65 Jahre oder älter. 51,7 Prozent der Bevölkerung waren weiblich.
Das mittlere jährliche Einkommen eines Haushalts lag bei 49.167 USD. Das Pro-Kopf-Einkommen betrug 22.010 USD. 3,5 Prozent der Einwohner lebten unterhalb der Armutsgrenze.